# The Sunday Funnies
The Sunday Funnies é uma publicação que reimprime tiras de quadrinhos vintage em tamanho grande (16x22) à cores. O formato é semelhante ao tradicionalmente usado pelos jornais para publicar histórias em quadrinhos à cores; no entanto, em vez de papel de jornal, ele é impresso em um material offset de qualidade, não brilhante, de 60 libras, para maior clareza e longevidade. Em destaque estão as histórias em quadrinhos americanas clássicas do final do século XIX até a década de 1930. O título da publicação é retirado do rótulo genérico ("Sunday funnies") frequentemente utilizado para as seções de histórias em quadrinhos a cores dos jornais dominicais.

## Editora
Originalmente lançado em dezembro de 2011 pelo editor Russ Cochran, que foi associado às reimpressões clássicas de quadrinhos da Another Rainbow Publishing, Gladstone Publishing e Gemstone Publishing. Cochran declarou: "Estes são quadrinhos em tamanho real, de página inteira, dos melhores anos dos quadrinhos de jornal. As tiragens iniciais serão muito pequenas e é provável que as edições iniciais se esgotem". A fonte das tiras é a Billy Ireland Cartoon Library & Museum na Universidade Estadual de Ohio, que abriga a coleção de quadrinhos de Bill Blackbeard, a maior e mais abrangente do mundo. O design e a produção são de Michael Kronenberg, que anteriormente desenhou o EC Archives para Cochran.[carece de fontes?]

## Tiras de quadrinhos
The Sunday Funnies foi originalmente planejado como publicação mensal de 32 páginas. As considerações orçamentárias, no entanto, levaram Cochran a publicá-lo como uma publicação trimestral de 96 páginas, dividido em três seções separadas por 32 páginas. A seção um (denominada "Section A") da primeira edição apresenta Alley Oop, Bronc Peeler, Crazy Quilt, Gasoline Alley, Krazy Kat e Wee Willie Winkie's World, além de breves notas sobre as tiras de Cochran. A seção B apresenta as tiras acima, além de Right Around Home, de Dudley Fisher. A seção C apresenta Stumble Inn, de George Herriman.